# Пушта (посёлок)
Пушта — поселок в составе  Русско-Тювеевского сельского поселения Темниковского района Республики Мордовия.

## География
Находится на расстоянии примерно 8 километров по прямой на север от районного центра города Темников.

## История
Известен с 1931 года, назван по речке. Центральная усадьба Мордовского заповедника.

## Население
Постоянное население составляло 72 человека (русские 88%) в 2002 году, 56 в 2010 году .